# Aérospatiale Super Frelon

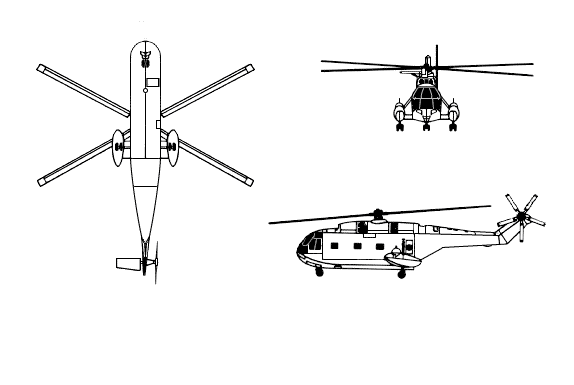
Ritning av Aérospatiale Super Frelon.

Aérospatiale SA 321 Super Frelon är en tremotorig ubåtsjakt- och transporthelikopter tillverkad av Aérospatiale (numera Eurocopter).

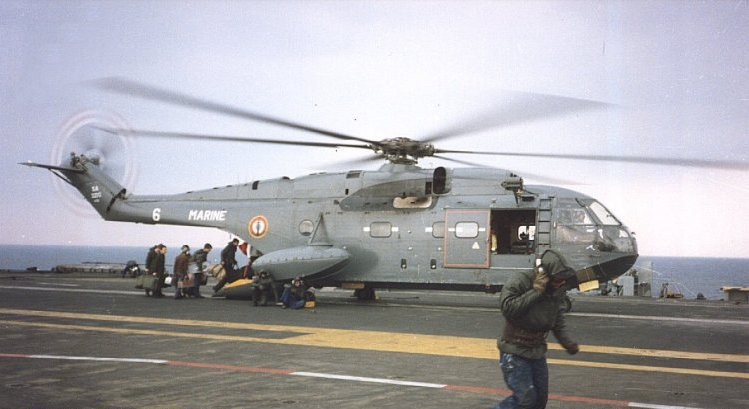
En SA 321G ombord på det franska hangarfartyget. Det här exemplaret saknar nosradar.

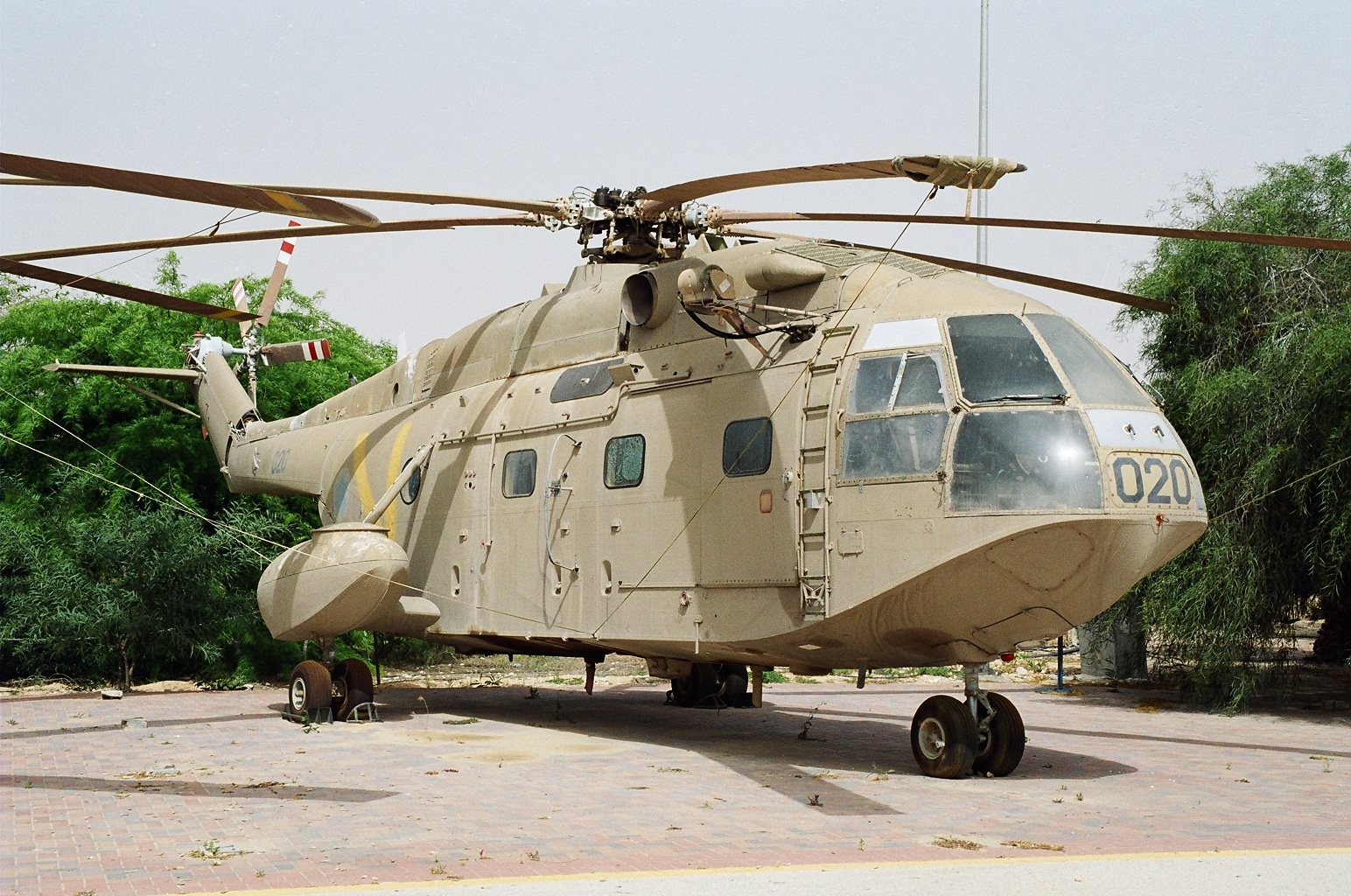
En israelisk SA 321K på flygvapenmuseet i Hazterim.

## Utveckling
När Frankrike skaffade sig kärnvapenbärande ubåtar insåg man snart behovet av en tung ubåtsjakthelikopter som kunde eskortera ubåtarna när de lämnade ubåtsbaserna för att se till att de inte skuggades av främmande ubåtar. För att konstruera helikoptern fick man hjälp av Sikorsky och många delar kopierades från Sikorsky S-61 Sea King. Den största skillnaden var att Super Frelon blev större än Sea King. Flygkroppen blev längre och både antalet rotorblad och motorer ökades med en. För att klara den högre effekten byggdes av ny växellåda av Fiat och helikoptern försågs med fransktillverkade Turboméca-motorer.
Den första prototypen SA 320 Frelon liknade Super Frelon till utseendet, men var mindre och hade bara två motorer och en fyrbladig rotor. Den byggdes bara i ett exemplar som flög första gången 10 juni 1959. Den första fullstora helikoptern gjorde sin jungfruflygning 7 december 1962.

## Användning

### Irak
Sexton SA 321H levererades till Irak 1977. Dessa var försedda radarn Omera ORB-31D och Exocet-robotar. De användes i både Iran–Irak-kriget och i Kuwaitkriget. Idag finns inga kvar i tjänst. De sista sköts ner under Kuwaitkriget.

### Israel
Israel beställde tolv helikoptrar 1965. När sexdagarskriget inleddes i juni 1967 hade fyra SA 321K hunnit levereras. De flög totalt 41 uppdrag under kriget. Under utnötningskriget användes Super Frelon i flera specialoperationer, bland annat operation Rooster och operation Rhodes där egyptiska radarstationer anfölls och ”kapades” av israeliska kommandosoldater ur Sayeret Matkal och Shayetet 13.
Efter kriget uppgraderades helikoptrarna med amerikanska General Electric-motorer. De togs ur tjänst 1991.

### Sydafrika
Sydafrika köpte sexton SA 321L att användas i insatser mot MPLA-gerillan i Angola. Motorerna visade sig ha svårt att utveckla tillräckligt med effekt i torr luft och på hög höjd och de ersattes snart av Aérospatiale Puma.

## Varianter
- SA 321 – Förproduktionsserie. Två byggda.
- SA 321G – Ubåtsjaktversion tillverkad för Frankrikes flotta. 26 byggda.
- SA 321GM – Exportversion tillverkad för Libyen. Utrustad med Omera ORB-32 radar.
- SA 321H – Exportversion tillverkad för Irak. Utrustad med Omera ORB-31D radar och Exocet-robotar.
- SA 321F – Civil transporthelikopter med 34–37 passagerarsäten.
- SA 321K – Exportversion tillverkad för Israel. Dessa helikoptrar har fått modernare General Electric T58-motorer på 1870 hk.
- SA 321L – Exportversion tillverkad för Sydafrika.
- SA 321M – Flygräddningshelikopter tillverkad för Libyen.
- Z-8 – Transporthelikopter tillverkad på licens i Kina.